# 2030年國際足協世界盃
2030年國際足總世界盃（英语：2030 FIFA World Cup）是第24届國際足協世界盃，也是世界杯创办一百周年的纪念赛事。2023年10月，國際足協評議會宣佈本届賽事將由隸屬歐洲足協的葡萄牙、西班牙與隸屬非洲足協的摩洛哥共同主辦；前三场赛事将由乌拉圭、阿根廷和巴拉圭承办。2024年12月11日，FIFA国际足联特别代表大会确认了此屆世界杯的舉辦地。本屆也是首次由兩大洲國家聯合主辦，也是繼上屆美國，加拿大及墨西哥後再次由三國國家聯合主辦。摩洛哥成為繼南非後第二個主辦國際足總世界盃的非洲國家。

## 主辦国家
- 葡萄牙、西班牙與摩洛哥

2018年7月25日，摩洛哥皇家足球協會正式宣佈申辦2030年世界杯足球赛。其後在2021年6月4日，葡萄牙足球總會主席费尔南多·戈梅斯及西班牙皇家足球協會主席路易斯·鲁维亚莱斯在兩國首相、葡萄牙總統及西班牙國王在場見證下，共同宣布兩國將聯合申辦2030年的世界盃。
在宣佈申辦初期，三國並未有共同申辦的構想：摩洛哥初期有意聯同阿爾及利亞和突尼西亞聯合申辦；而葡萄牙、西班牙則于2022年10月5日宣布乌克兰將加入一起联合申办世界杯。2023年3月14日，摩洛哥国王宣布，將與西班牙和葡萄牙共同申办2030年世界杯足球赛。其後于2023年10月，國際足協評議會正式宣佈，葡萄牙、西班牙與摩洛哥將成為2030年唯一一組符合資格的申辦國家，意味著世界杯百周年賽事將由三國聯合舉辦。
- 烏拉圭、阿根廷與巴拉圭

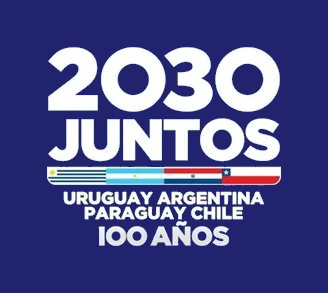
烏拉圭、阿根廷、巴拉圭與智利四國联合申辦申办标志

2017年10月4日，阿根廷总统马克里、乌拉圭总统塔瓦雷·巴斯克斯和巴拉圭总统卡特斯在阿根廷首都布宜诺斯艾利斯宣布，三国将联合申办2030年世界杯足球赛。2019年2月14日，智利宣佈加入申辦。烏拉圭是首届1930年國際足協世界盃的东道主和冠军。2023年2月7日，阿根廷、智利、烏拉圭與巴拉圭四國正式聯合申請主辦2030年世足賽。其後于2023年10月，國際足協評議會宣佈，2030年世界杯的頭3場賽事將分別於烏拉圭、阿根廷與巴拉圭舉辦，以慶祝世界杯100周年的里程碑。

## 曾有意申办国家

### 已放弃申办
亚足联、非洲足联與欧足联成员国联合申办
- 沙特阿拉伯、埃及與希腊

据塔斯社报道，沙特旅游部长艾哈迈德·哈提布（Ahmed al-Khateeb）日前表示，埃及、希腊和沙特阿拉伯正准备联合申办2030年世界杯。艾哈迈德·哈提布表示“利雅得正在考虑与埃及和希腊一起申办2030世界杯的可能性。这三个国家将在基础设施和体育设施方面投入大量资金，并且肯定会为这项赛事做好准备。”艾哈迈德-哈提布也表示，到2030年，他的国家将拥有世界上最好的足球场和球迷区。他相信沙特阿拉伯、埃及和希腊联合申办世界杯可以取得成功。2023年6月，多家傳媒報道沙特阿拉伯在經過詳細評估后，認爲本届世界杯成功申辦機會不高，決定放棄本届申辦而改而專注于申辦2034年賽事。
欧足联
- 英国（英格兰、苏格兰、威尔士、北爱尔兰）和爱尔兰[15][16][17][18][19]

- 羅馬尼亞、希臘、保加利亞、塞爾維亞：2019年2月25日，罗马尼亚青年与体育部长Constantin Bogdan Matei、保加利亚青年与体育部长Krasen Kralev、塞尔维亚青年与体育部长瓦尼亚·乌多维契奇及希腊文化与体育副部长Giorgos Vasileiadis于索菲亞共同宣布四国将联合申办2028年欧洲杯及2030年世界杯[20]。由於希臘改為與埃及、沙特阿拉伯合作申辦，此項計劃無疾而終。

### 传闻及曾表達申辦意向
非洲足联
- 喀麦隆[21]
- 埃及[22]

南美足联
- 哥伦比亚、厄瓜多尔與秘鲁[23][24]

亚足联
- 韩国：2017年6月12日，韩国总统文在寅接见国际足联主席因凡蒂诺时表示，如果包括韩朝在内的东北亚邻国能联手申办世界杯，这将有益于朝韩乃至东北亚地区的和平。对此青瓦台表示，文在寅的发言并不意味着韩国政府宣告将与朝鲜、中国、日本等联合申办2030年世界杯，此番言论只是表达一个美好的希望[25]。但是，2018年6月13日，第68届国际足联大会在莫斯科召开，在完成2026年世界杯主办权投票后，韩国足协主席郑梦奎发言时表示，希望能与中国、朝鲜、日本联合申办2030年或2034年世界杯。此番提议遭到中国拒绝，称“无此计划”[26]。

- 中国：2017年11月16日，中国媒体《成都商报》刊登中国国家队主教练里皮专访，里皮在采访中称“中国足协会申办2030年世界杯”[27]。中国足协随后正式回应称，这则消息并不属实，属媒体演绎，目前协会并未提出申办具体哪一届世界杯[28][29]。2022年，青岛发布《青岛市“十四五”时期全国足球发展重点城市建设方案》，内容称“十四五”时期青岛将积极申办世俱杯、世界杯等重大国际赛事和中国足协系列赛事。其后官方并未正式宣布要竞选此届世界杯。

- 澳大利亞[30]、 印尼[31]

亚足联和其他大洲足联成员国联合申办
- 澳大利亚[30]（很可能与新西兰合办）

- 以色列、 阿拉伯聯合大公國與 巴林[32][33]

## 資料來源
1. ↑  . 8world. 2023-10-05  [2023-10-05]. （原始内容存档于2023-10-06）.
2. ↑  陶新蕾. . 南方都市报. 2024-12-11  [2025-08-17]. （原始内容存档于2025-08-17）.
3. ↑  .   [2022-10-05]. （原始内容存档于2022-10-05）.
4. ↑  . 西班牙_新浪军事_新浪网. 2023-03-15  [2023-03-15]. （原始内容存档于2023-03-15） （中文）.
5. 1 2  . www.fifa.com.   [2023-10-04]. （原始内容存档于2023-10-12） （英语）.
6. ↑  Nair, Rohith; Desantis, Daniela; Nair, Rohith. . Reuters. 2023-10-04  [2023-10-04]. （原始内容存档于2023-11-01） （英语）.
7. ↑  . 新华网.   [2018-06-27]. （原始内容存档于2020-07-14）.
8. ↑  . CONMEBOL. 2023-02-07  [2023-03-16]. （原始内容存档于2023-03-24） （欧洲西班牙语）.
9. ↑  .   [2023-02-08]. （原始内容存档于2023-02-08）.
10. ↑  . 中新网.   [2023-03-16]. （原始内容存档于2023-03-17） （中文（中国大陆））.
11. ↑  Reporter, Martyn Ziegler, Chief Sports. .   [2021-09-13]. （原始内容存档于2021-06-02） –www.thetimes.co.uk.
12. ↑  . 2021-05-29  [2021-09-13]. （原始内容存档于2021-12-15）.
13. ↑  . theathletic.com. 2021-07-16  [2021-09-13]. （原始内容存档于2021-11-14）.
14. ↑  . The Sun. 2023-06-22  [2023-06-24]. （原始内容存档于2023-08-27） （英国英语）.
15. ↑  Kelner, Martha. . 衛報. 2018-06-14  [2019-09-24]. （原始内容存档于2020-05-15）.
16. ↑  Ziegler, Martyn. . 泰晤士报. 2018-09-04  [2019-09-24]. （原始内容存档于2019-03-28）.
17. ↑  Delaney, Miguel. . 獨立報. 2018-08-01  [2019-09-24]. （原始内容存档于2019-09-24）.
18. ↑  . BBC. 2018-09-19  [2019-09-24]. （原始内容存档于2019-12-13）.
19. ↑  . Evening Standard. 2022-02-07  [2022-11-15]. （原始内容存档于2022-11-15）.
20. ↑  . BNR. 2019-02-25  [2019-09-24]. （原始内容存档于2020-11-16）.
21. ↑  Kasraoui, Safaa. . Morocco World News. 2018-08-28  [2019-09-24]. （原始内容存档于2019-03-28）.
22. ↑  . Sport24. 2019-07-02  [2019-09-24]. （原始内容存档于2019-07-03）.
23. ↑  Gálvez, Roberto. . La Tercera. 2019-09-07  [2019-09-24]. （原始内容存档于2020-09-22）.
24. ↑  Alsema, Adriaan. . Colombia Reports. 2019-09-15  [2019-09-24]. （原始内容存档于2020-09-22）.
25. ↑  . 韩联社. 2017-06-12  [2018-06-27]. （原始内容存档于2020-09-22）.
26. ↑  新华网. . 2016-06-16  [2018-07-15]. （原始内容存档于2018-07-15）.
27. ↑  新浪. . （原始内容存档于2020-07-14）.
28. ↑  . 中国新闻网. 2017-11-16  [2018-06-27]. （原始内容存档于2020-09-22）.
29. ↑  . 晴報. 2018-07-18  [2018-07-18]. （原始内容存档于2020-09-22）.
30. 1 2  . The Australian. 2021-08-12  [2021-09-13]. （原始内容存档于2022-11-27）.
31. ↑  . NewsComAu. 27 June 2019  [27 June 2019]. （原始内容存档于2021-12-07）.
32. ↑  . The Jerusalem Post.   [12 October 2021]. （原始内容存档于2023-02-20）.
33. ↑  . The Times of Israel.   [12 October 2021]. （原始内容存档于2022-11-11）.